# Liste der Kulturdenkmale in Rasberg
Die Liste der Kulturdenkmale in Rasberg bei Zeitz enthält die Kulturdenkmale des Landesamtes für Denkmalpflege und Archäologie in Sachsen-Anhalt im Zeitzer Ortsteil Rasberg und ist eine Teilliste der Liste der Kulturdenkmale in Zeitz. Grundlage ist das Denkmalverzeichnis des Landes Sachsen-Anhalt, das auf Basis des Denkmalschutzgesetzes des Landes Sachsen-Anhalt, welches am 21. Oktober 1991 durch das Landesamt erstellt und seither laufend ergänzt wurde (Stand: 31. Dezember 2020).

## Rasberg
| Lage                                              | Bezeichnung             | Beschreibung | Erfassungs- nummer | Ausweisungsart | Bild           |
| ------------------------------------------------- | ----------------------- | --- | ------------------ | -------------- | -------------- |
| Bachstraße (Karte)                                | Kirche                  | 1796–97 erbaut, mit Emporensaal und Dachturm über dem Westgiebel auf einem Sporn im Winkel zwischen Karl-Marx- und Kurt-Eisner-Straße                       | 094 85540          | Baudenkmal     | Weitere Bilder |
| Bachstraße 2 (Karte)                              | Mühle                   | ehemalige Obermühle am Wilden Bach, später Scharnierwerke Zeitz                                                                                             | 094 85541          | Baudenkmal     | BW             |
| Karl-Marx-Straße, nordwestlich vom Kriegerdenkmal | Denkmal                 | Gedenkstätte für Rittergutsfamilie Deckwitz | 094 86757          | Baudenkmal     |                |
| Karl-Marx-Straße (Karte)                          | Kriegerdenkmal          | Denkmal für die Gefallen des Ersten und Zweiten Weltkriegs vor dem Haupteingang der ehemaligen Oswald Kunsch Maschinenfabrik und späteren Stahlwerk Rasberg | 094 85542          | Baudenkmal     | Kriegerdenkmal |
| Karl-Marx-Straße 20 (Karte)                       | Wohn- und Geschäftshaus | | 094 85544          | Baudenkmal     | BW             |
| Karl-Marx-Straße 31 (Karte)                       | Schule                  | Gebäude der 6. Grundschule Zeitz-Rasberg | 094 85543          | Baudenkmal     | BW             |
| Kurt-Eisner-Straße 5 (Karte)                      | Bauernhof               | Fachwerkhaus | 094 85545          | Baudenkmal     | Weitere Bilder |
| Kurt-Eisner-Straße 18 (Karte)                     | Gutshof                 | ehemaliges Gut Deckwitz, Wohnhaus und ehemaliges Gutsgelände                                                                                                | 094 85547          | Baudenkmal     | Weitere Bilder |
| Kurt-Eisner-Straße 19 (Karte)                     | Wohnhaus                | Fachwerkhaus | 094 85548          | Baudenkmal     | Weitere Bilder |
| Kurt-Eisner-Straße 21 (Karte)                     | Wohnhaus                | Fachwerk- und Umgebindehaus | 094 85549          | Baudenkmal     | Weitere Bilder |
| Kurt-Eisner-Straße 23 (Karte)                     | Wohnhaus                | | 094 85550          | Baudenkmal     | Weitere Bilder |

## Legende
In den Spalten befinden sich folgende Informationen:
- Lage: Nennt den Straßennamen und wenn vorhanden die Hausnummer des Kulturdenkmals. Die Grundsortierung der Liste erfolgt nach dieser Adresse. Der Link „Karte“ führt zu verschiedenen Kartendarstellungen und nennt die geographischen Koordinaten.
Link zu einem Kartenansichtstool, um Koordinaten zu setzen. In der Kartenansicht sind Baudenkmale ohne Koordinaten mit einem roten bzw. orangen Marker dargestellt und können in der Karte gesetzt werden. Baudenkmale ohne Bild sind mit einem blauen bzw. roten Marker gekennzeichnet, Baudenkmale mit Bild mit einem grünen bzw. orangen Marker.
- Offizielle Bezeichnung: Nennt den Namen, die Bezeichnung oder zumindest die Art des Kulturdenkmals und verlinkt, soweit vorhanden, auf den Artikel zum Objekt.
- Beschreibung: Nennt bauliche und geschichtliche Einzelheiten des Kulturdenkmals, vorzugsweise die Denkmaleigenschaften.
- Erfassungsnummer: Für jedes Kulturdenkmal wird in Sachsen-Anhalt eine 20stellige Erfassungsnummer vergeben. Die letzten zwölf Ziffern werden für die Untergliederung nach Teilobjekten genutzt und werden nur angegeben, soweit vergeben. In dieser Spalte kann sich folgendes Icon  befinden, dies führt zu Angaben zu diesem Baudenkmal bei Wikidata.
- Ausweisungsart: Die Einordnung des Denkmales nach § 2 Abs. 2 DenkmSchG LSA
- Bild: Ein Bild des Denkmales, und gegebenenfalls einen Link zu weiteren Fotos des Kulturdenkmals im Medienarchiv Wikimedia Commons. Wenn man auf das Kamerasymbol klickt, können Fotos zu Kulturdenkmalen aus dieser Liste hochgeladen werden: